# Svatováclavská vinice
Svatováclavská vinice je jedna z nejstarších vinic v Čechách. Nachází se ve východní části areálu Pražského hradu v prostoru pod dolní bránou, sevřená mezi Staré zámecké schody a ulici Na Opyši. Je spojena s legendárním vyprávěním o svatém Václavu, který zde podle legendy osobně sázel révu a sklízel hrozny pro výrobu mešního vína.

## Historie
Vinohrad by podle pověsti založen již v 10. století svatým Václavem, který podle legend pěstoval mešní víno pro křesťanské kostely. Za Karla IV. byla kolem pozemku vinice postavena zeď. Ve 30. letech 19. století k ní byla přistavěna klasicistní vila – podle svého stavebníka, zemského rady Karla Emanuela Richtera nazvaná Richterova vila. V roce 2008 byla vinice po obnově poprvé v historii zpřístupněna veřejnosti.

## Pěstované odrůdy
V roce 2008 zde byly vysazeny dvě základní odrůdy – bílá vína zastupuje Ryzlink rýnský, červená vína Rulandské modré. Kromě těchto odrůd, které tvoří velkou většinu osazené plochy, je podél vyhlídkové cesty vysazeno celkem 35 odrůd révy vinné zapsaných ve státní odrůdové knize ČR.

## Areál vinice
Horní cesta Svatováclavské vinice nad letní restaurací, u níž se nachází malé kamenné jezírko s fontánkou, nabízí nádherné pohledy na Staré Město a Prahu v okolí Vltavy, včetně většiny pražských mostů. Dolní cesta vede mezi vinicemi a klesá k Richterově vile se dvěma restauracemi s příjemným posezením i výhledy.

### Socha svaté Barbory
Proti hornímu vchodu do Svatováclavské vinice je umístěna socha sv. Barbory Na Opyši, stojí v místech, kde bývalo pod Daliborkou popraviště pro šlechtické provinilce. Autor není znám a její datování je snad z pol. 17. století. Světice Barbora byla za víru v Kristovo učení uvězněna ve věži a po útěku z věže opět dopadena, mučena a sťata údajně vlastním otcem, jehož po činu stihl "Posel Boží" (zabil jej blesk). Je patronkou popravených. Socha ve špatném stavu byla restaurována v r. 1986 ak. sochaři Janem Bradnou a Jiřím Novotným. Socha měla nasazenu hlavu z jiného období než vznikla, náhodou se podařilo najít rozbitou hlavu původní a tak pod odborným dohledem restaurátorů vytvořil Jiří Diviš zcela novou kopii z hořického pískovce. Socha má jako atributy u nohou věž s třemi okny (vězení), v pravé ruce kalich s hostií, v levé palmovou ratolest jako odznak mučednictví. Originál i sádrový model jsou v depozitáři Pražského hradu.